# I Wasn't Born to Lose You
I Wasn't Born to Lose You è il quinto album della alternative rock band inglese Swervedriver. È stato pubblicato il 3 marzo 2015 attraverso l'etichetta discografica Cobraside. In 17 anni è il quinto album, dall'ultimo 1998, 99th Dream.
Il primo singolo dell'album, "Setting Sun", è stato pubblicato il 13 gennaio 2015.
Dopo la conclusione del loro mini-tour "Raise", Swervedriver iniziò a registrare materiale per un nuovo album negli Birdland Studios di Melbourne e poi continuò negli studi Konk nella prima metà del 2014. Il 19 settembre 2014, la band dichiarò tramite Twitter che stavano mixando l'album, che aveva una data di uscita provvisoria dei primi mesi del 2015. Il 7 gennaio 2015, la band ha rivelato il titolo, l'elenco dei brani e la copertina dell'album .
"Il primo singolo" dell'album, "Setting Sun", presenta una cover del brano televisivo "Days" come lato B. L'album contiene anche il brano "Deep Wound", pubblicato come singolo nel settembre 2013.
Sono stati inoltre pubblicati video promozionali per "Autodidact", "English Subtitles" e "Lone Star".

## Tracce
1. Autodidact – 4:59
2. Last Rites – 3:26
3. For a Day Like Tomorrow – 5:29
4. Setting Sun – 2:53
5. Everso – 6:44
6. English Subtitles – 5:20
7. Red Queen Arms Race – 5:40
8. Deep Wound – 3:59
9. Lone Star – 4:33
10. I Wonder? – 5:39
11. Dub Wound (solo vinile) – 4:10
12. Days (solo vinile) – 3:33